# Sven Gerdman
Sven Konrad Gerdman, född 21 maj 1916, död 14 mars 2004, var en svensk entreprenör och uppfinnare. 1947 grundade han företaget Gerdmans Inredningar AB. Han tog patent på uppfinningar av hyllor och inredning och på anordningar för sol-, vind- och värmeupptagande.